# 长沙花鼓戏
长沙花鼓戏是中华人民共和国湖南省东部和中部所流行的一个剧种，形成于清朝，分作益阳、西湖、宁乡、醴陵和长沙5个流派。由于当时流行的范围主要是在长沙府各地（今长沙市，湘潭市，株洲市，益阳市，娄底市等地），并且以长沙话为统一的舞台语言，因此被称为长沙花鼓戏。
花鼓戏在中国各地都有，长沙花鼓戏是湖南地区影响较大的一种。传统剧目大概有300多个，多取自民间传说和现实生活，贴近普通群众。虽然清朝时长沙花鼓戏已经形成，但流行范围只在乡下和小城市，直到1946年才进入长沙城。

## 沿革
2011年，长沙花鼓戏列入第三批国家级非物质文化遗产。

## 重要剧目
《刘海砍樵》、《芦林会》、《阴阳扇》、《南庄收租》、《刘海戏金蟾》、《贫富上寿》、《补锅》

## 图库

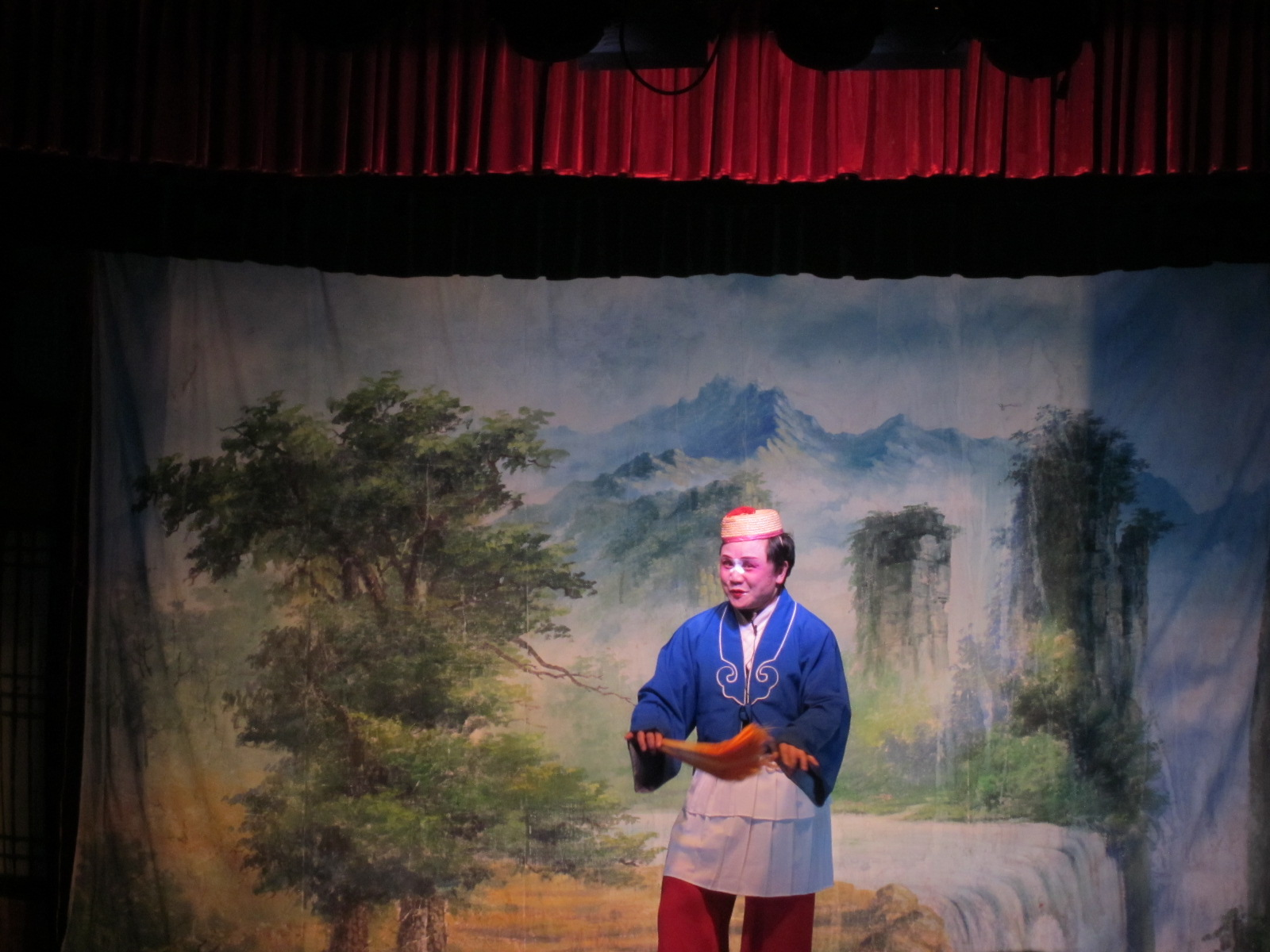
长沙花鼓戏中的丑角。
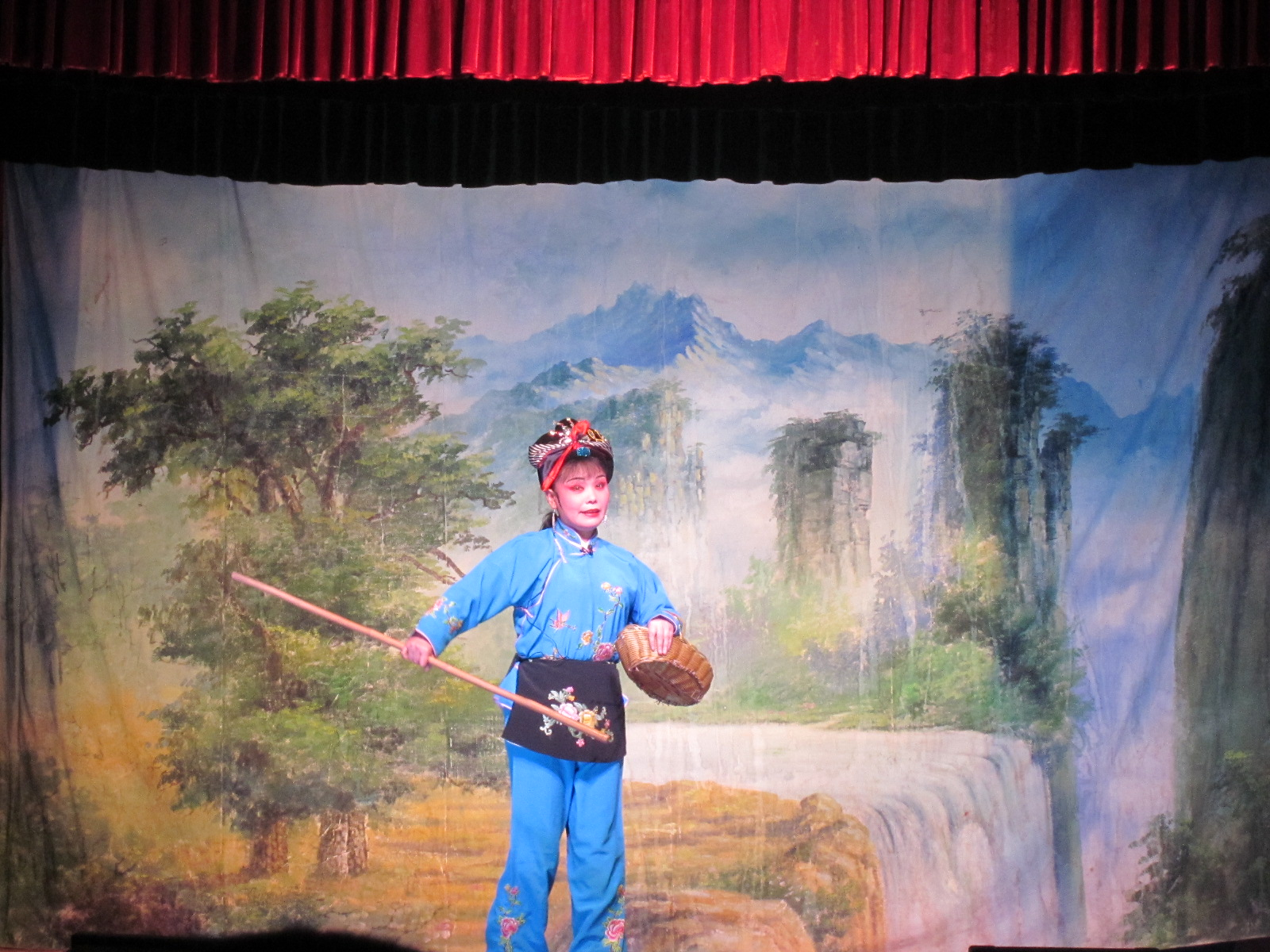
长沙花鼓戏中的花旦。
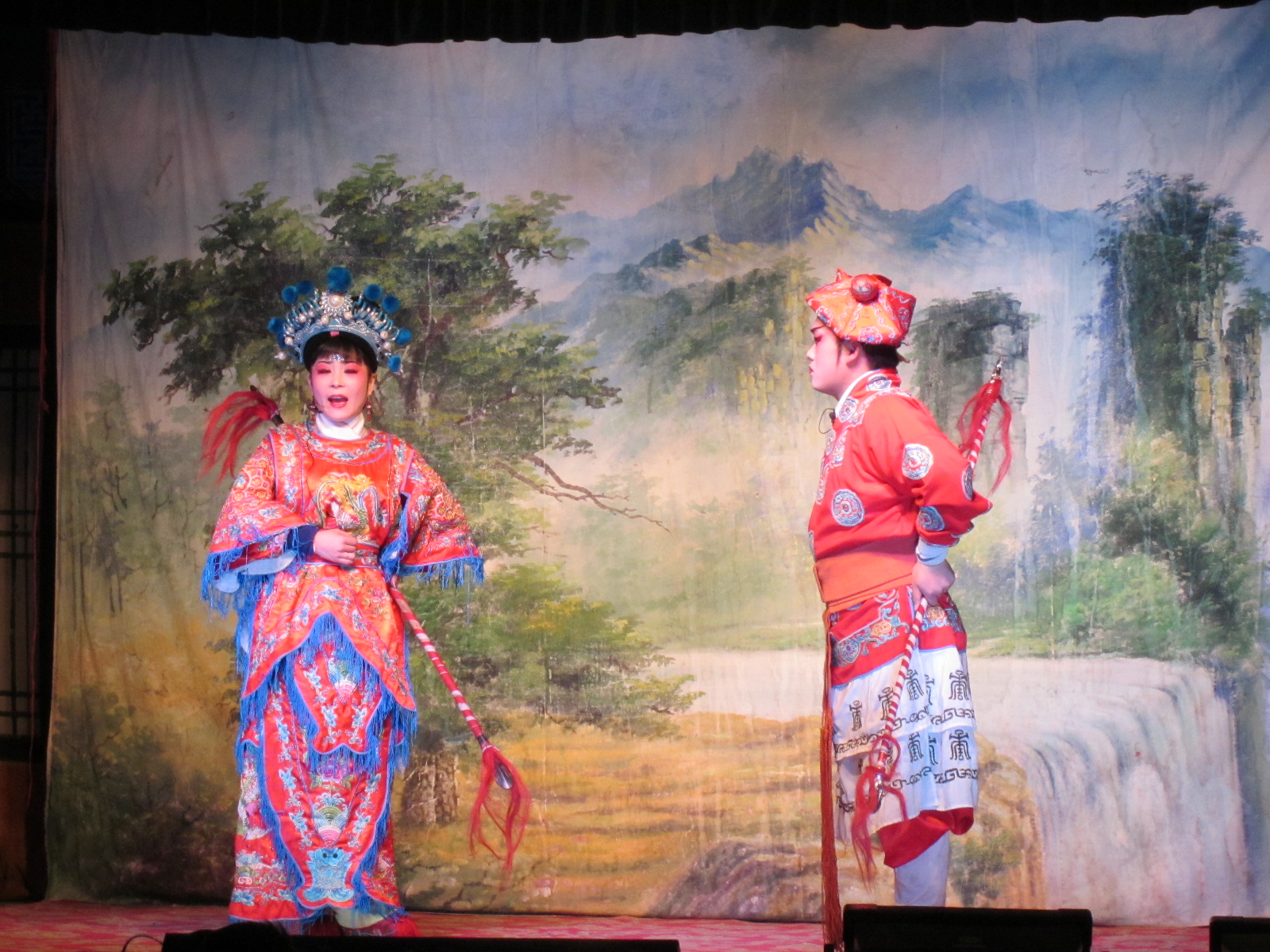
长沙花鼓戏。
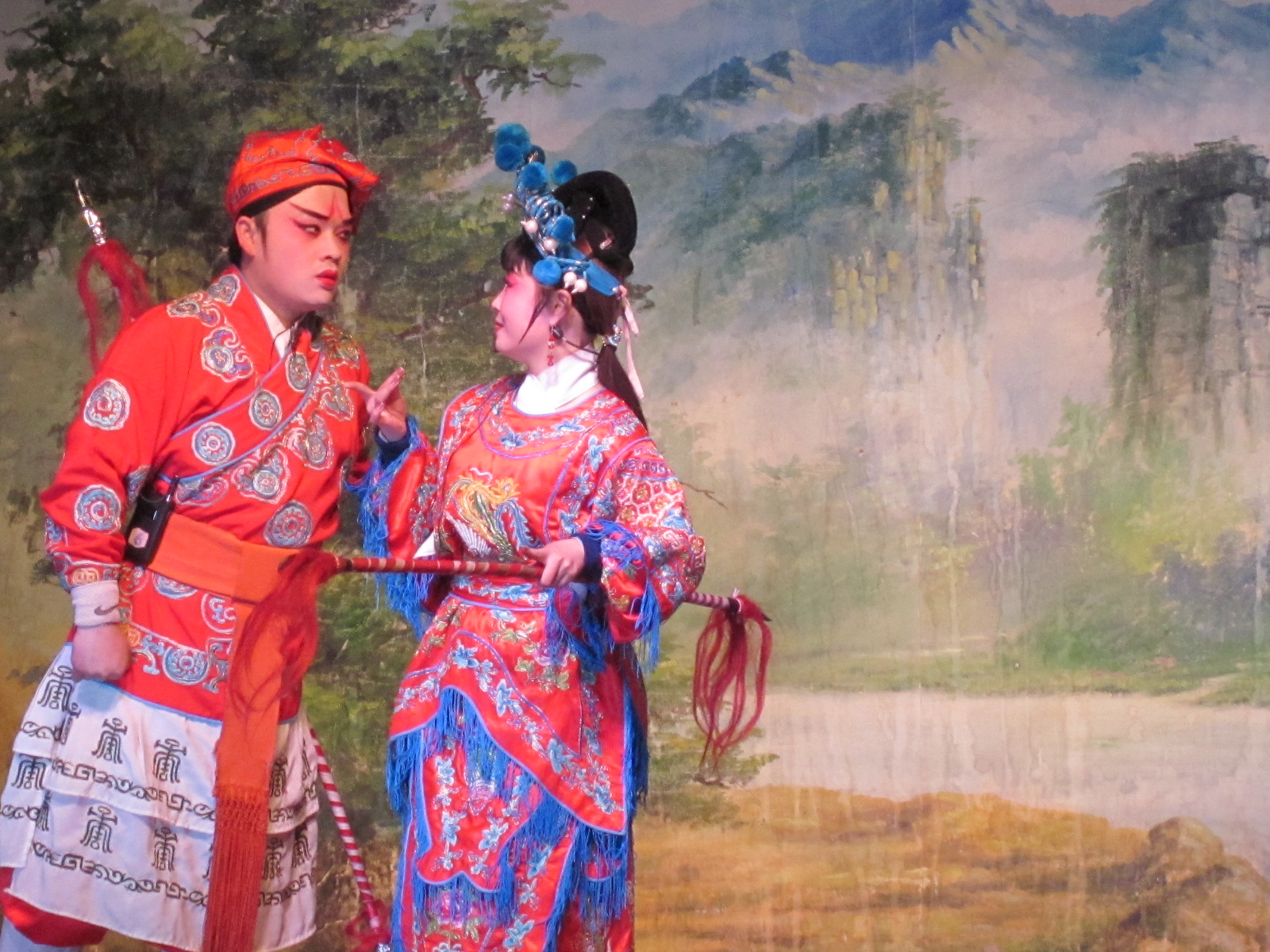
长沙花鼓戏。